# Trarza
Trarza, neakd snažna plemenska konfederacija nomadskih maurskih plemena iz jugozapadne Mauritanije u regiji Trarza. U prošlosti su Trarze i Brakne dominirali na jugu dolinom rijeke Sénégala, dok su se na istoku nalazili Kunta a na sjeveru vladali Rigaibāt (Regeibat). Dolazak Francuza u obalno područje (1817) kasnije će dovesti do okršaja s maurskim plemenima nastalim miješanjem Sanhadža s Arapima koji su ovamo pristigli u 15. stoljeću. Na području njihovog emirata danas se nalazi regija Trarza podijeljena na 6 distrikata: Boutilimit, Keur Massene, Mederdra, Ouad Naga, R'Kiz i Rosso.